# أحمد أباد داش كسن
أحمد أباد داش‌ كسن هي قرية في مقاطعة شاهين دج، إيران. يقدر عدد سكانها بـ 40 نسمة بحسب إحصاء 2016.